# Seznam zápasů dánské fotbalové reprezentace na Mistrovství Evropy
Dánská fotbalová reprezentace byla celkem 10x na mistrovstvích Evropy ve fotbale a to v letech 1964, 1984, 1988, 1992, 1996, 2000, 2004, 2012, 2021, 2024.
- Aktualizace po ME 2024 - Počet utkání - 36 - Vítězství - 11x - Remízy - 6x - Prohry - 19x

| Číslo | Soupeř        | Výsledek                | ME      | Fáze turnaje       | Góly Dánska                                                                                      |
| ----- | ------------- | ----------------------- | ------- | ------------------ | ------------------------------------------------------------------------------------------------ |
| 1.    | Sovětský svaz | 0 – 3                   | ME 1964 | základní skupina E | Ne                                                                                               |
| 2.    | Maďarsko      | 1 – 3 PP                | ME 1964 | O 3. místo         | Carl Bertelsen                                                                                   |
| 3.    | Francie       | 0 – 1                   | ME 1984 | základní skupina A | Ne                                                                                               |
| 4.    | Jugoslávie    | 5 – 0                   | ME 1984 | základní skupina A | Frank Arnesen (1 + 1 penalta), Klaus Berggreen, Preben Elkjær Larsen, John Lauridsen             |
| 5.    | Belgie        | 3 – 2                   | ME 1984 | základní skupina A | Frank Arnesen (penalta), Kenneth Brylle Larsen, Preben Elkjær Larsen                             |
| 6.    | Španělsko     | 1 – 1 (PP) (pen. 4 - 5) | ME 1984 | semifinále         | Søren Lerby penalty: Kenneth Brylle Larsen, Jesper Olsen, Michael Laudrup, Søren Lerby           |
| 7.    | Španělsko     | 2 – 3                   | ME 1988 | základní skupina A | Michael Laudrup, Flemming Povlsen                                                                |
| 8.    | SRN           | 0 – 2                   | ME 1988 | základní skupina A | Ne                                                                                               |
| 9.    | Itálie        | 0 – 2                   | ME 1988 | základní skupina A | Ne                                                                                               |
| 10.   | Anglie        | 0 – 0                   | ME 1992 | základní skupina A | Ne                                                                                               |
| 11.   | Švédsko       | 0 – 1                   | ME 1992 | základní skupina A | Ne                                                                                               |
| 12.   | Francie       | 2 – 1                   | ME 1992 | základní skupina A | Henrik Larsen, Lars Elstrup                                                                      |
| 13.   | Nizozemsko    | 2 – 2 (PP) (pen. 5 - 4) | ME 1992 | semifinále         | 2x Henrik Larsen penalty: Henrik Larsen,Flemming Povlsen,Lars Elstrup,Kim Vilfort,Kim Christofte |
| 14.   | Německo       | 2 – 0                   | ME 1992 | finále             | John Jensen, Kim Vilfort                                                                         |
| 15.   | Portugalsko   | 1 – 1                   | ME 1996 | základní skupina D | Brian Laudrup                                                                                    |
| 16.   | Chorvatsko    | 0 – 3                   | ME 1996 | základní skupina D | Ne                                                                                               |
| 17.   | Turecko       | 3 – 0                   | ME 1996 | základní skupina D | 2x Brian Laudrup, Allan Nielsen                                                                  |
| 18.   | Francie       | 0 – 3                   | ME 2000 | základní skupina D | Ne                                                                                               |
| 19.   | Nizozemsko    | 0 – 3                   | ME 2000 | základní skupina D | Ne                                                                                               |
| 20.   | Česko         | 0 – 2                   | ME 2000 | základní skupina D | Ne                                                                                               |
| 21.   | Itálie        | 0 – 0                   | ME 2004 | základní skupina C | Ne                                                                                               |
| 22.   | Bulharsko     | 2 – 0                   | ME 2004 | základní skupina C | Jon Dahl Tomasson, Jesper Grønkjær                                                               |
| 23.   | Švédsko       | 2 – 2                   | ME 2004 | základní skupina C | Jon Dahl Tomasson                                                                                |
| 24.   | Česko         | 0 – 3                   | ME 2004 | čtvrtfinále        | Ne                                                                                               |
| 25.   | Nizozemsko    | 1 – 0                   | ME 2012 | základní skupina B | Michael Krohn-Dehli                                                                              |
| 26.   | Portugalsko   | 2 – 3                   | ME 2012 | základní skupina B | 2x Nicklas Bendtner                                                                              |
| 27.   | Německo       | 1 – 2                   | ME 2012 | základní skupina B | Michael Krohn-Dehli                                                                              |
| 28.   | Finsko        | 0 – 1                   | ME 2021 | základní skupina B | Ne                                                                                               |
| 29.   | Belgie        | 1 – 2                   | ME 2021 | základní skupina B | Yussuf Poulsen                                                                                   |
| 30.   | Rusko         | 4 – 1                   | ME 2021 | základní skupina B | Mikkel Damsgaard, Yussuf Poulsen, Andreas Christensen, Joakim Mæhle                              |
| 31.   | Wales         | 4 – 0                   | ME 2021 | osmifinále         | 2x Kasper Dolberg, Joakim Mæhle, Martin Braithwaite                                              |
| 32.   | Česko         | 2 – 1                   | ME 2021 | čtvrtfinále        | Thomas Delaney, Kasper Dolberg                                                                   |
| 33.   | Anglie        | 1 – 2 (PP)              | ME 2021 | semifinále         | Mikkel Damsgaard                                                                                 |
| 34.   | Slovinsko     | 1 – 1                   | ME 2024 | základní skupina C | Christian Eriksen                                                                                |
| 35.   | Anglie        | 1 – 1                   | ME 2024 | základní skupina C | Morten Hjulmand                                                                                  |
| 36.   | Srbsko        | 0 – 0                   | ME 2024 | základní skupina C | Ne                                                                                               |